# Maurizio Galbaio
Maurizio Galbaio (Eraclea, circa quarto decennio dell'VIII secolo – 797) fu, secondo la tradizione, il 7º doge del Ducato di Venezia e magister militum di Venezia.

## Biografia
Originario di Eraclea, faceva parte del ceto dei possidenti e, secondo Giovanni Diacono, era un grande esperto della cosa pubblica.
Fu nominato doge nel 764 a Malamocco, allora centro politico del Ducato di Venezia, durante un'assemblea riunitasi in seguito alla deposizione di Domenico Monegario. La sua elezione, avvenuta senza attriti, chiuse un lungo periodo di instabilità caratterizzato dagli scontri interni all'aristocrazia, divisa in varie fazioni in base agli interessi economici e politici. Forse anche l'elezione di un eracleense nella città rivale di Malamocco può essere vista come un segnale di distensione.
Il suo lungo dogato è ricordato dalle cronache come un periodo di pace interna e di buona amministrazione. Secondo gli storici, oltre ad essere un governante equilibrato e giusto, ebbe il merito, per quanto possibile, di lasciare il Ducato al di fuori dei turbinosi avvenimenti europei del periodo: la fine del Regno Longobardo, l'ascesa di Carlo Magno, il nuovo ruolo politico del papa, la crisi dell'Impero Bizantino in Occidente.
Maurizio Galbaio contribuì inoltre a potenziare ulteriormente la figura del doge, nata come semplice carica burocratico-militare affiancata dai tribuni. Pur rimanendo formalmente dipendente da Costantinopoli, si accelerò il processo di affrancazione di Venezia e il dux divenne un'istituzione principesca con successione dinastica. Lo dimostra, nel 778-779, la nomina a coreggente del figlio Giovanni Galbaio.
Il doge contribuì invano alla difesa dell'Istria conquistata dai Longobardi attorno al 770. Questo avvenimento provocò lo smembramento dell'antica regio X Venetia et Histria che, sin dal momento della sua istituzione ai tempi di Augusto, aveva sempre rappresentato una realtà unitaria. Secondo il Liber pontificalis durante il conflitto suo figlio Giovanni cadde prigioniero degli occupanti.
Successivamente dovette affrontare la minaccia dei Franchi di Carlo Magno, che nel 774 avevano conquistato il Regno dei Longobardi. Maurizio Galbaio rispose a questo avvenimento agendo in ambito ecclesiastico: nel 775 promosse la fondazione della diocesi di Olivolo, creando così un'istituzione del tutto slegata dalla Terraferma e in sintonia con il governo lagunare. Questa decisione provocò un aspro scontro con il patriarca di Grado Giovanni, massima carica ecclesiastica delle Venezie.
Nel periodo 787-788 i Franchi conclusero la conquista dell'Istria e il Ducato si ritrovò del tutto accerchiato. Nel 787 i mercanti veneziani furono espulsi dalla zona di Ravenna e dalla Pentapoli e ne furono confiscati i beni nella diocesi di Ravenna. L'atto, sostenuto anche dal pontefice, aveva come obiettivo quello di indebolire una delle ultime realtà bizantine in Italia.